# Mob Boss
Pour plus de détails, voir Fiche technique et Distribution.
Mob Boss est un film comique américain sur le thème de la mafia, réalisé par Fred Olen Ray, sorti en direct-to-video en 1990. Le film met en vedette l’acteur Eddie Deezen dans l’un de ses rares rôles principaux, ainsi que des apparitions de nombreux acteurs vétérans connus pour leurs rôles de « dur à cuire » et de gangster, y compris Mike Mazurki dans sa dernière apparition à l’écran.

## Synopsis
Don Anthony (William Hickey) est le chef de la plus grande famille criminelle de Californie. À son insu, sa voluptueuse maîtresse Gina (Morgan Fairchild) et son grand rival Don Francisco (Stuart Whitman) ont comploté une prise de contrôle hostile de son entreprise, et Don Anthony est abattu à la suite d’une réunion de la pègre. Transporté à l’hôpital mortellement blessé, Don Anthony ordonne à son lieutenant Monk (Irwin Keyes) de localiser son fils Tony pour reprendre l’entreprise familiale et continuer le nom des Anthony.
Malheureusement pour la famille, Tony (Eddie Deezen) est une mauviette nerd qui n’a aucune idée de la vraie nature de l’entreprise de son père. Alors que Monk tente de transformer le geek timide en un gangster redoutable, Don Francisco tente de le renverser grâce aux pouvoirs de séduction de Gina, tandis qu’une paire de tueurs à gages maladroits (Brinke Stevens et Jack O’Halloran) tentent de faire tomber Tony à chaque tournant.

## Fiche technique
genre : Comédie, film de gangsters

## Distribution
- Eddie Deezen : Tony Anthony
- William Hickey : Don Anthony
- Morgan Fairchild : Gina
- Stuart Whitman : Don Francisco
- Jack O'Halloran : Angelo
- Irwin Keyes : Monk
- Don Stroud : Legrand
- Joe Zimmerman : Dino
- Brinke Stevens : Sara
- Dick Miller : Mike
- Mike Mazurki : Don Taglianeti
- Len Lesser : Don Caglianoti
- Vince Barbi : Don Rigatoni
- Leo Gordon : Don O’Reily
- John Henry Richardson : Tom Peck
- Robert Quarry : Dr. Jones
- Nick Marino : Gino
- Sam Hiona : Don Sashimi
- Karen Russell : Mary
- Richard Wiley : Lieutenant
- Talmadge Scott : Hulk
- Richard Hench : flic
- Tony Lorea : Al
- T.L. Lankford : Barman
- Debra Lamb : Janise
- Teagan Clive : Noelle
- Dori Courtney : Kathryn
- Ralph Lucas : Tailor
- Robert Ruth : Machelli[1]

## Production
Le film met en vedette Eddie Deezen qui avait déjà travaillé avec Fred Olen Ray sur Beverly Hills Vamp. « J’adore Fred », a déclaré Deezen, le film étant « tellement amusant à tourner. Morgan Fairchild est une dame adorable. »

## Réception critique
Les critiques des professionnels sur Mob Boss étaient légèrement négatives. Entertainment Weekly a donné au film une note « C- », écrivant « Cette comédie principalement pourrie du roi du mauvais film Fred Olen Ray (Hollywood Chainsaw Hookers) offre un slapstick incroyablement bas, mais le casting s’amuse (en particulier Morgan Fairchild) et l’utilisation libérale d’effets sonores rebondissants provoque quelques rires idiots ». Allmovie a donné au film 1,5 étoile sur 5, sans écrire de critique.